# Кредитная марка

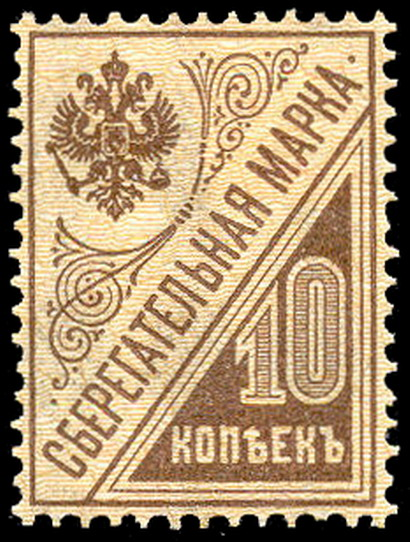

Креди́тная ма́рка — непочтовая марка, изданная для обслуживания денежных операций кредитного характера, возникающих между покупателем марки и основным владельцем знака.

## Описание
Кредитные марки вместе с фискальными образуют группу коллекционных знаков, называемую «ревеню». Эта группа допущена для экспонирования на филателистических выставках Международной федерации филателии (ФИП). Специальный регламент для экспонатов класса ревеню введён ФИП с 25 ноября 1991 года.

## Классификация
Согласно классификации непочтовых марок в «Каталоге-справочнике непочтовых марок» (2001), к кредитным относятся следующие виды марок:

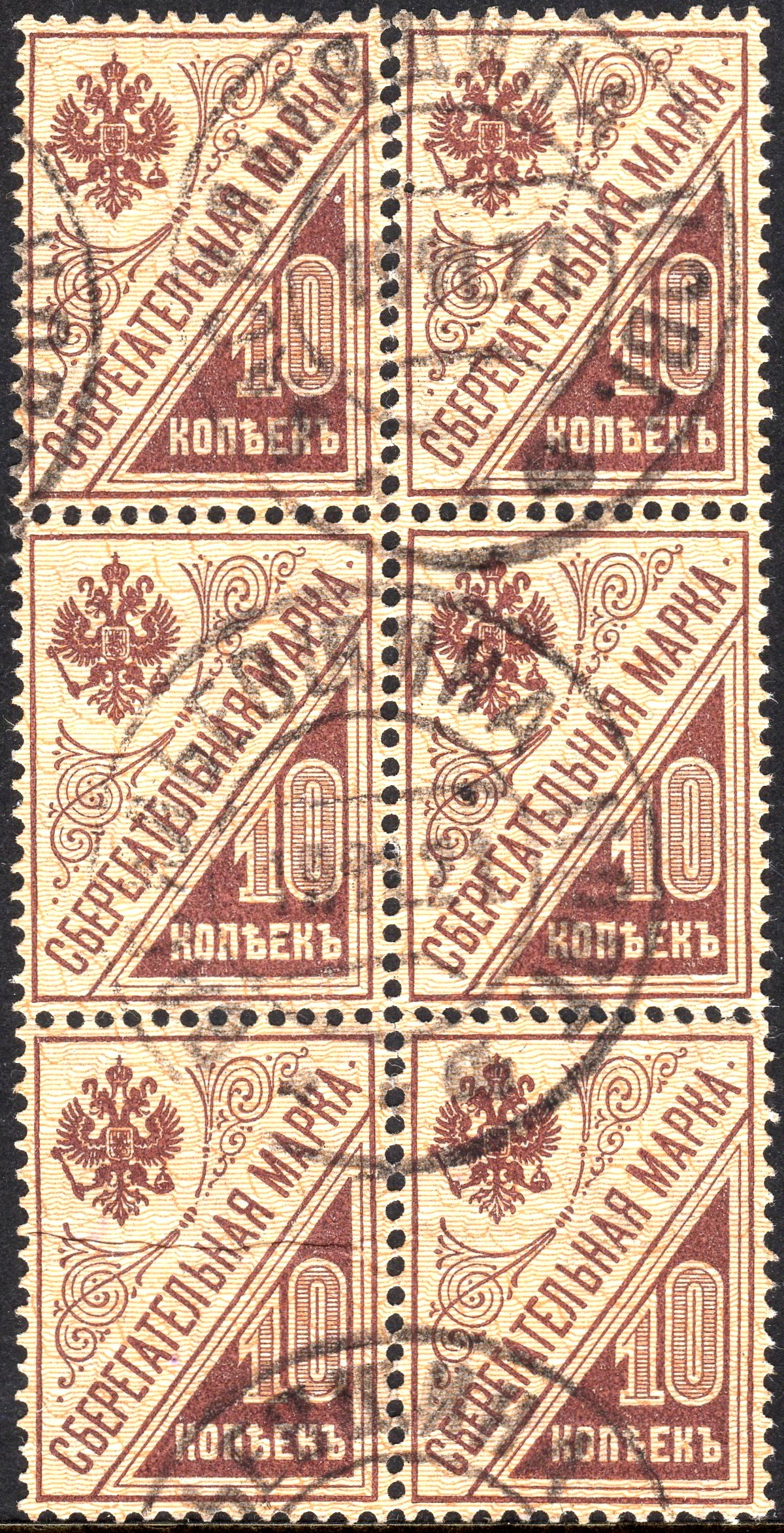
Сберегательные марки России (1900, 10 копеек), употреблённые в качестве почтовых в ноябре 1921 года

1. Сберегательные (включая накопительные).
2. Страховые, эмеритальных касс.
3. Предварительной оплаты товаров и услуг.
4. Членские марки.

## Виды

### Сберегательные марки
Сберегательные марки — одна из форм организации мелких сбережений. Известны двух назначений: учётного и накопительного. Первые использовались в повседневной работе сберегательных касс для контроля приходных денежных операций. Вторые покупались клиентами на мелкие сбережения и затем, по накоплению определённого количества, сдавались в сберегательные кассы для зачисления соответствующих сумм на счёт вкладчика. В Российской империи сберегательные марки применялись с 1890 года[≡]. Самостоятельные выпуски производило почтовое ведомство Великого княжества Финляндского. После 1917 года в межвоенный период, сберегательные марки выпускались в республиках Прибалтики и на Западной Украине. В Российской империи в 1916—1917 годах и в Советском Союзе в 1924—1930 годах в качестве накопительных сберегательных марок использовались почтовые марки, находящиеся в обращении.

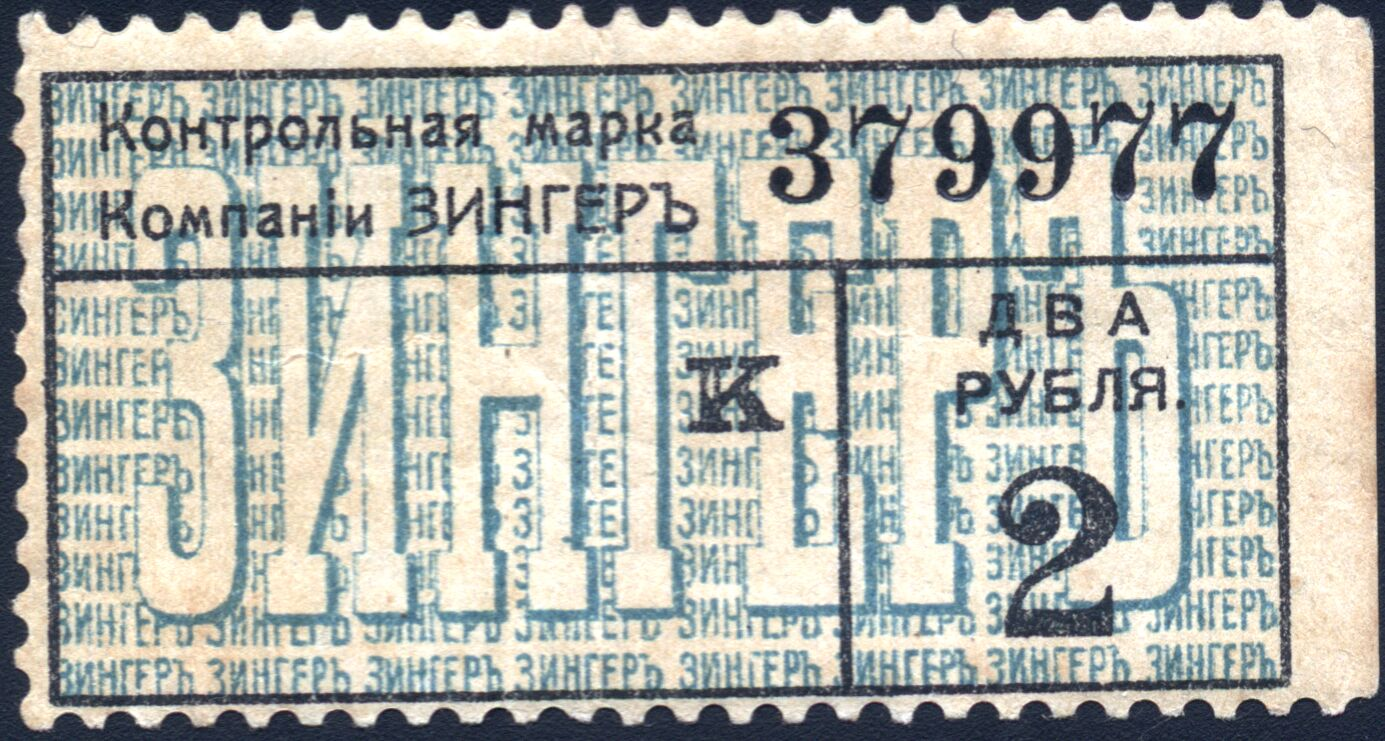
Накопительная марка компании «Зингер» (1900)

По своему экономическому содержанию к сберегательным маркам близки накопительные марки торговых организаций, которые выпускались в последние десятилетия XIX и начала XX века российскими коммерческими организациями для привлечения малоимущих покупателей. Они наклеивались на специальные бланки, принимавшиеся по мере их заполнения, как свидетельства об уплате необходимых сумм. При отказе покупателя от товара он не терял право на возврат накопленной суммы.

### Страховые марки

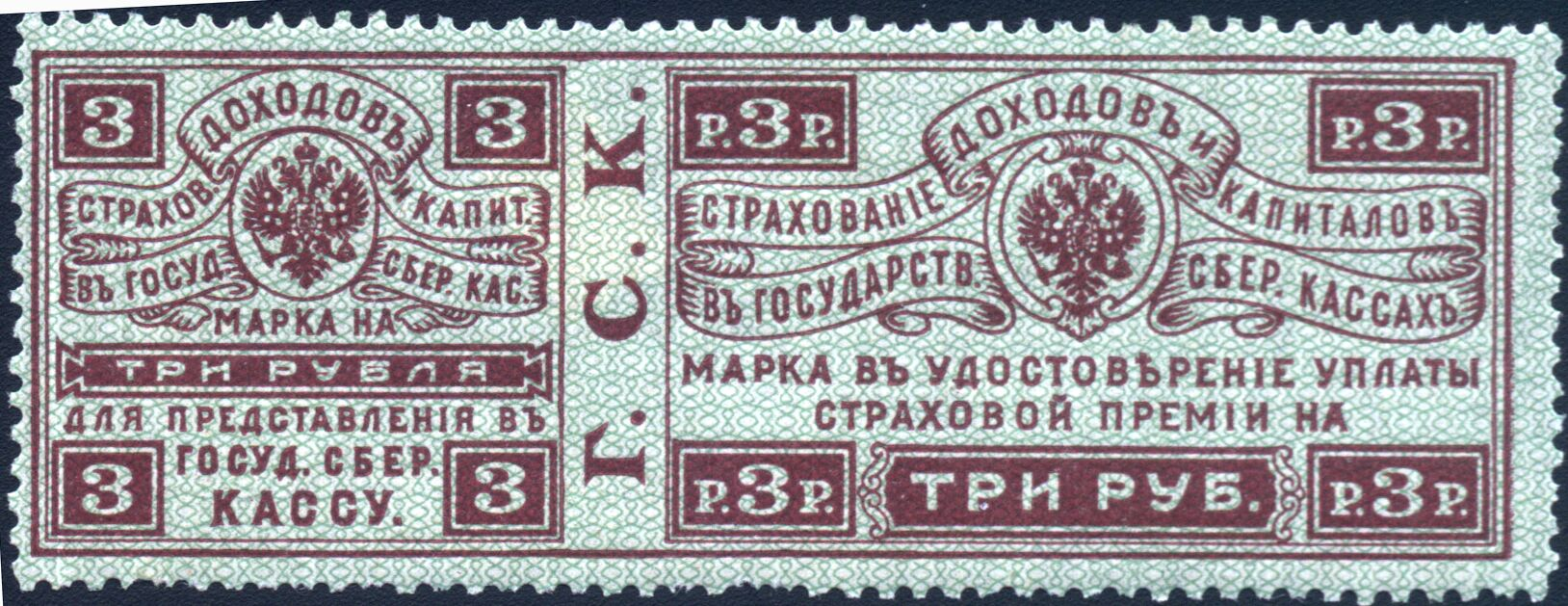
Страховая марка Российской империи (1903)

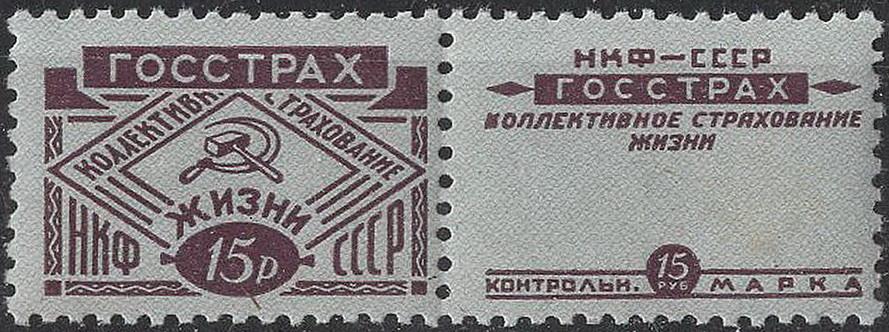
Страховая марка Госстраха СССР (1932)

Страховые марки являются денежным документом с определённым номиналом, удостоверяющим оплату страховой премии в счёт заключённого договора страхования. В некоторых странах страховые марки вклеиваются в водительские права и другие документы и удостоверяют наличие договора страхования определённого вида.

### Знаки предварительной оплаты
Предварительная и абонементная оплата товаров и услуг относятся к кредитным финансовым операциям. Знаки, используемые при этом, по своему назначению крайне разнообразны и многочисленны. Многие из них стали объектами самостоятельных направлений коллекционирования, например, почтовые марки. В класс ревеню обычно включаются малоформатные знаки оплаты с напечатанным полиграфическим способом номиналом (или дающие право на бесплатное получение товара или услуги), не вошедшие в выделившиеся направления коллекционирования. При этом номинал может быть выражен не только в денежных, но и в натуральных или трудовых единицах.

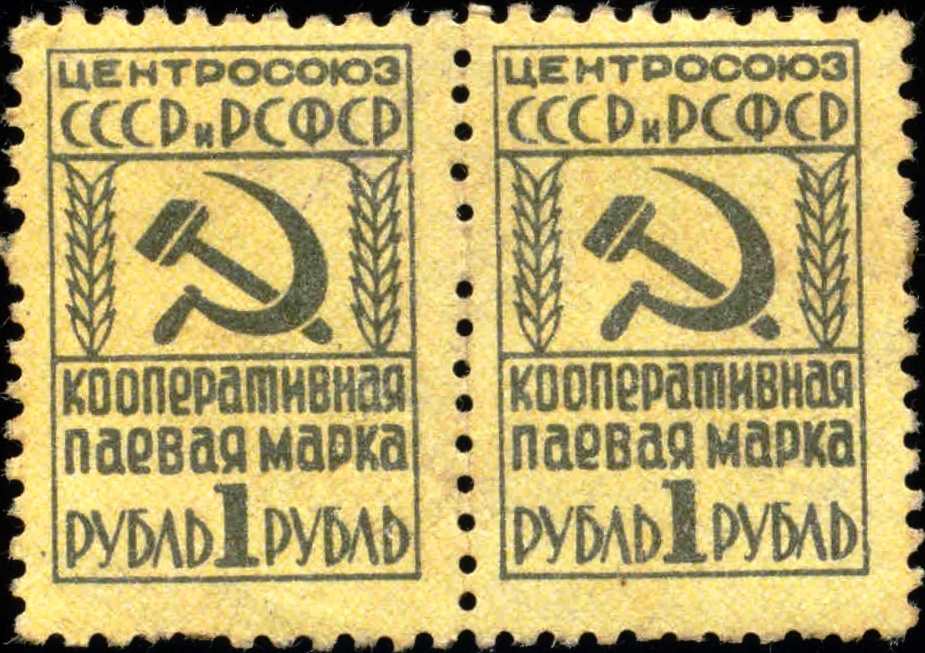
Кооперативная паевая марка Центросоюза СССР и РСФСР (1 рубль, 1950-е)

### Кооперативные марки
К группе кооперативных марок относятся непочтовые знаки, выпускаемые массовыми коллективными объединениями, функционирующими в области в области производства и обмена, — потребительскими, снабженческо-бытовыми, кредитными и производственными кооперативами, обществами и артелями.

### Членские марки
Приобретение членских марок даёт право на получение материальных благ и преимуществ:
- профессиональных союзов, гильдий и цехов,
- касс взаимопомощи,
- объединений инвалидов,
- добровольных научно-технических, культурных, спортивных, рыболовных и охотничьих обществ, союзов и клубов,
- потребительских и других кооперативов и товариществ (кооперативные),
- клубов увеселительного, развлекательного и рекреационного характера.

Марки членских взносов добровольных обществ СССР
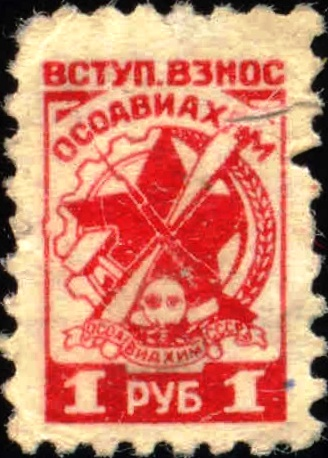
ОСОАВИАХИМ СССР (1 рубль, 1950-е?)
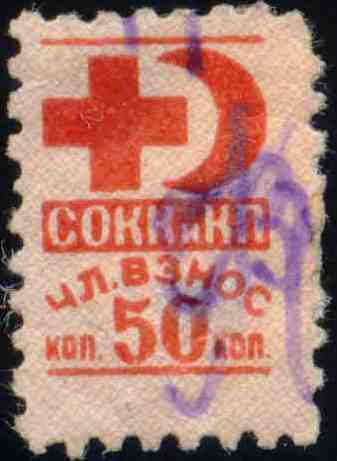
Союз Обществ Красного Креста и Красного Полумесяца СССР (50 копеек, 1960-е)
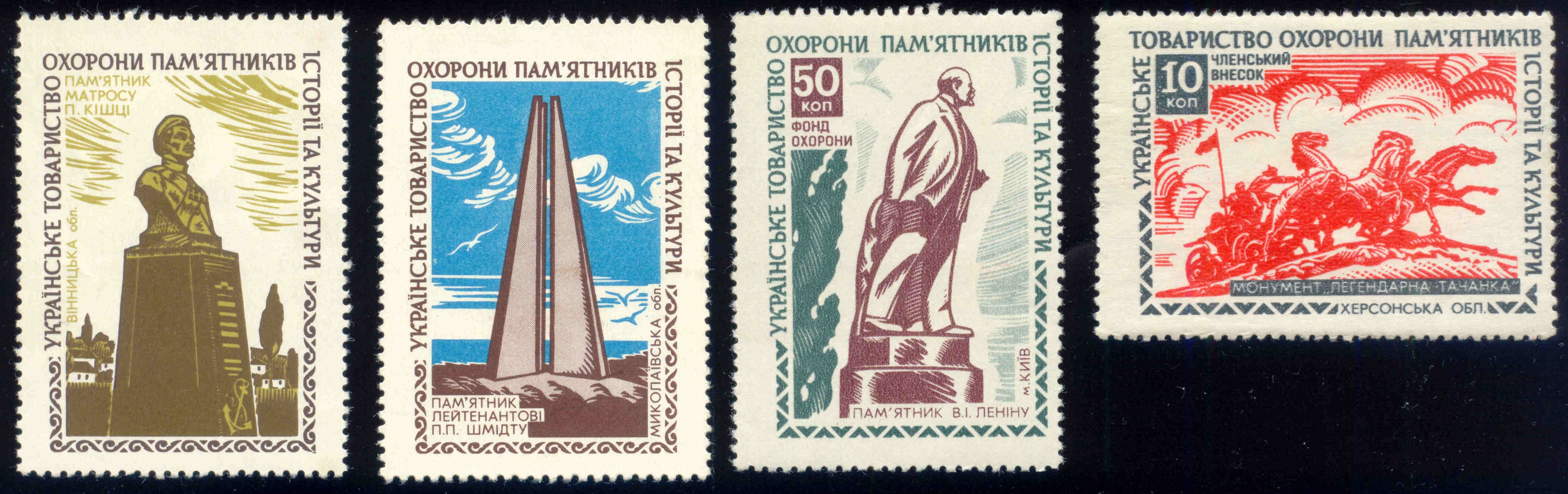
Украинское общество охраны памятников истории и культуры (10—50 копеек, 1970-е)
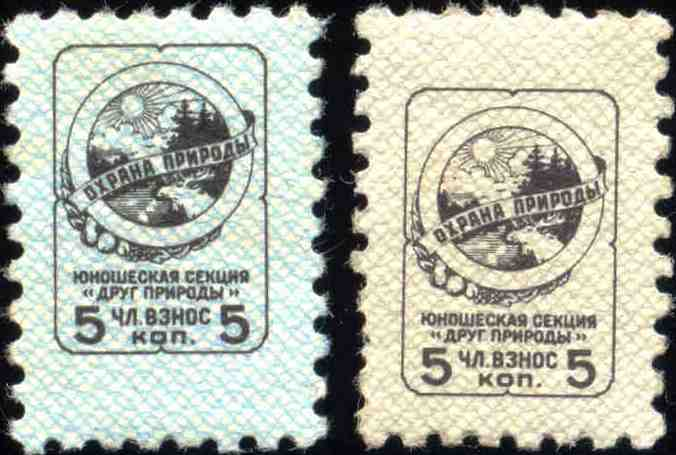
Юношеская секция «Друг природы» Всероссийского общества охраны природы (5 копеек, 1970-е)
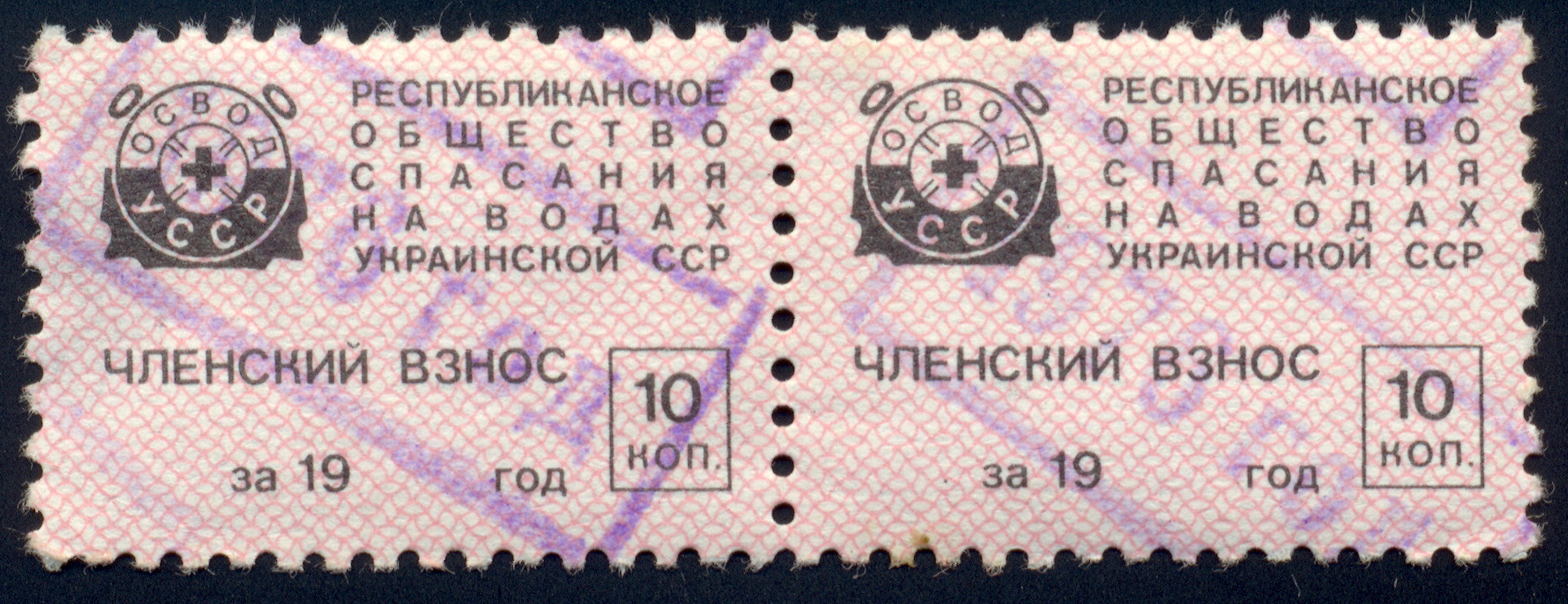
Общество спасания на водах Украинской ССР (10 копеек, 1976)
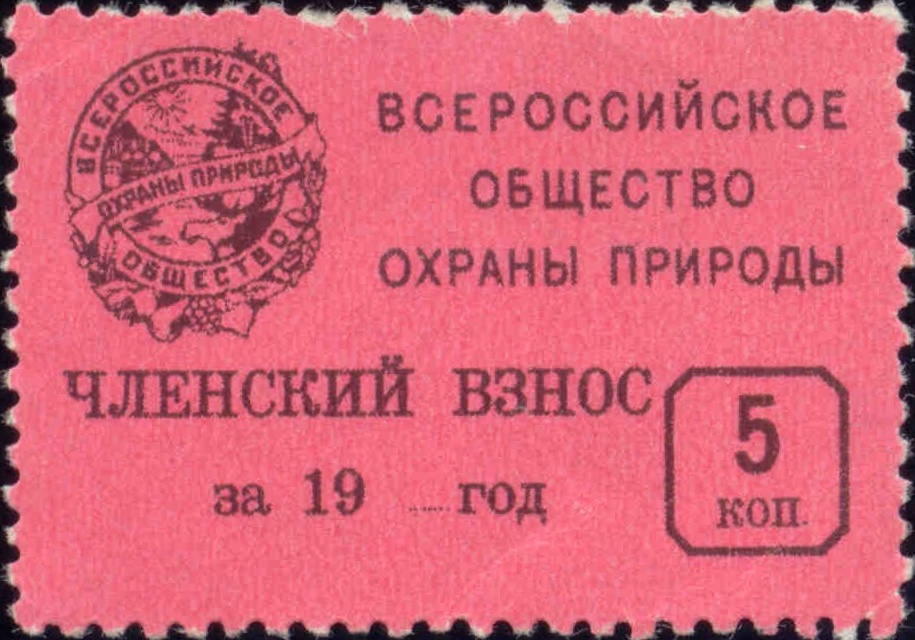
Всероссийское общество охраны природы (5 копеек, 1980-е)
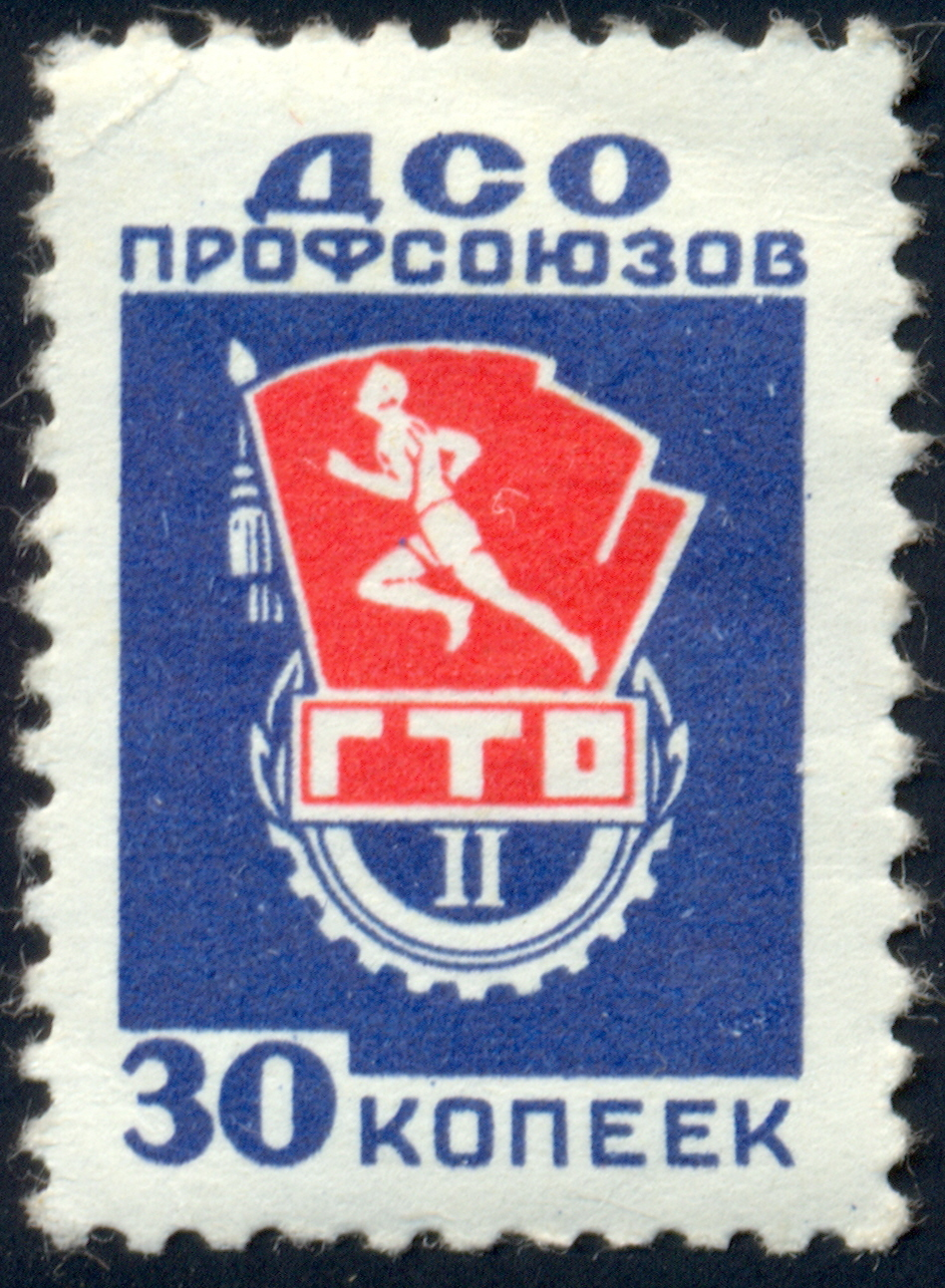
Добровольное спортивное общество профсоюзов (30 копеек, 1980-е)
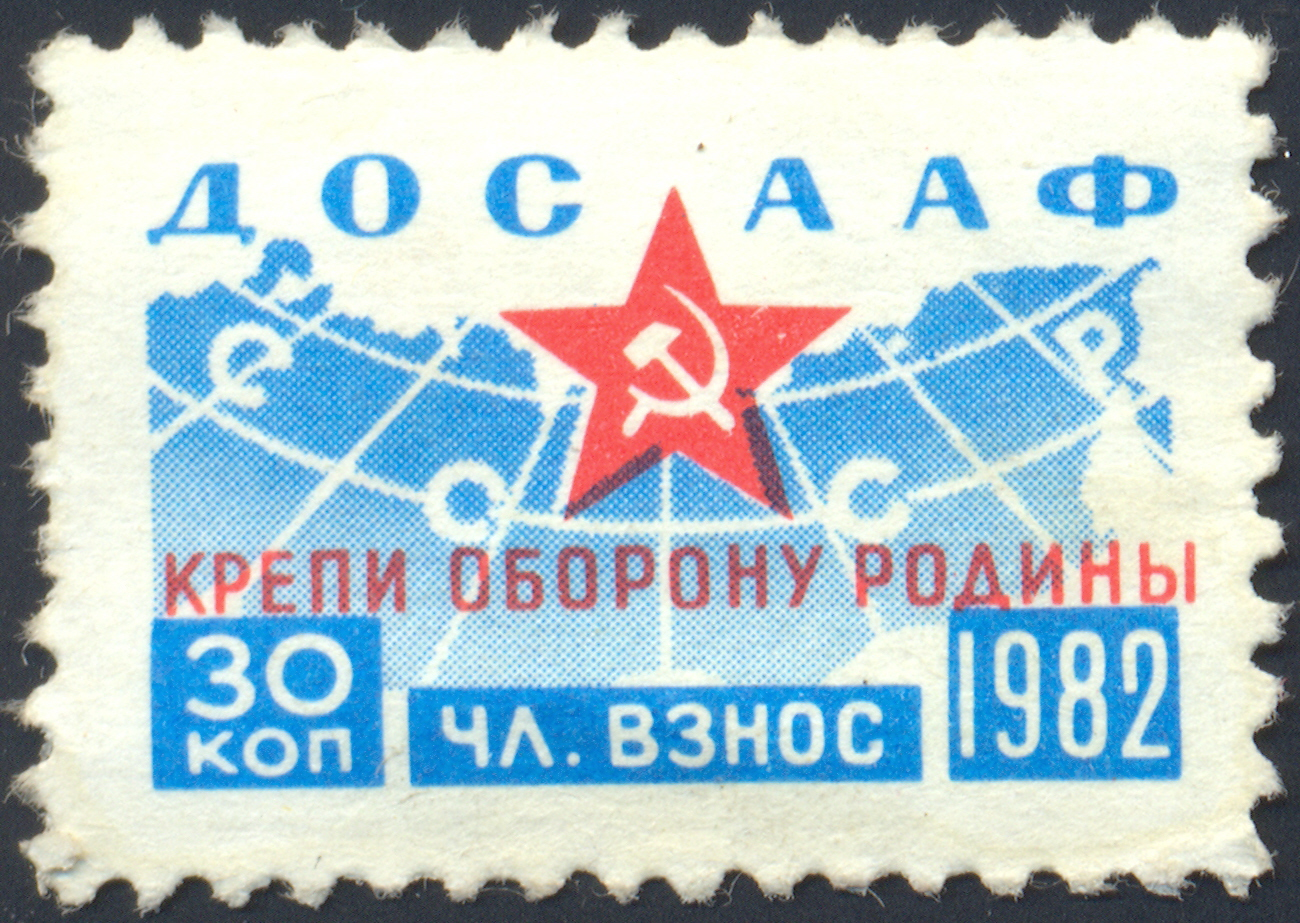
ДОСААФ (30 копеек, 1982)